# Socijalistička država
Socijalistička država (ili socijalistička republika ili radnička država) termin je koji označava oblik vlade utemeljen na socijalističkom gospodarskom sustavu. Prema socijalistima takva država može se nazivati i radničkom državom.
Ostali socijalisti, poput anarhosocijalista i mnogih liberterskih socijalista, u nazivu odbacuju pojam „država“ jer vjeruju da država nije potrebna za uspostavljanje socijalističkog sustava i umjesto toga govore o društvu bez države u kojoj su svi radnici i ostali građani sposobni samostalno djelovati i odlučivati bez nadzora države.

## Kritika izraza
Postoje skupine socijalista koje se protive terminu „socijalistička država“, a koji označava sustav određenih država u određenom povijesnom razdoblju.